# Serramezzana

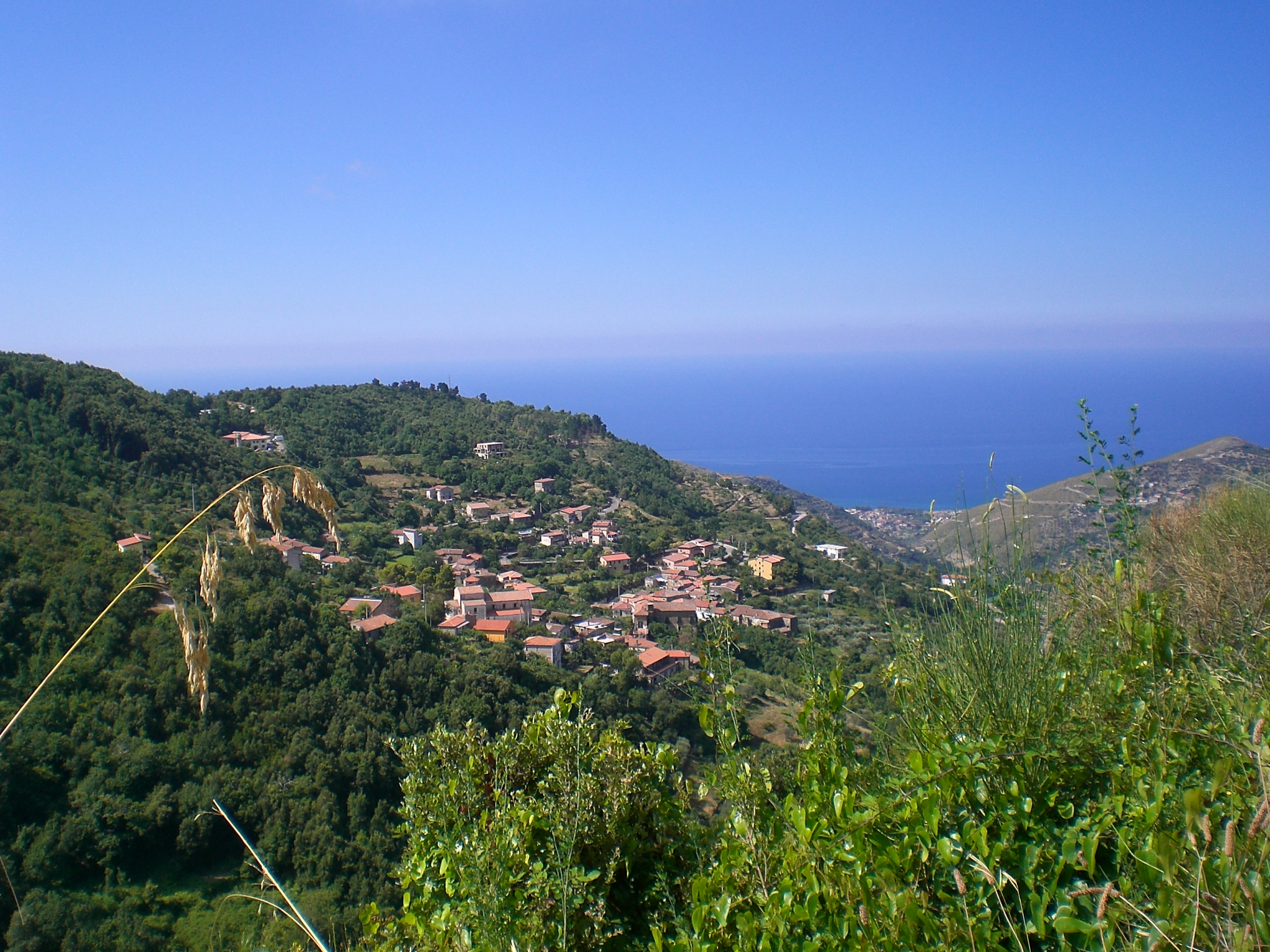
Serramezzana

Serramezzana ist eine südwestitalienische Gemeinde in der Provinz Salerno (Region Kampanien). Der Ort liegt im Westen des Nationalparks Cilento am westlichen Hang des Monte Stella. Die Gemeinde hat 268 Einwohner (Stand 31. Dezember 2023). Zur Gemeinde gehören noch zwei weitere Ortschaften: Capograssi und San Teodoro. Die Nachbargemeinden sind Montecorice, Perdifumo, San Mauro Cilento und Sessa Cilento. Serramezzana  ist Teil des Nationalparks Cilento und Vallo di Diano sowie der Comunità Montana Alento-Monte Stella.